# Ne le dis à personne
Ne le dis à personne ('vertel het aan niemand') is een Franse mystery-thriller uit 2006 onder regie van Guillaume Canet. Het verhaal is gebaseerd op de roman Tell No One (2001) van Harlan Coben. De film werd genomineerd voor negen Césars, waarvan die voor beste regie, beste montage, beste acteur (François Cluzet) en beste filmmuziek (van Mathieu Chedid) daadwerkelijk werden toegekend. Daarnaast werd Ne le dis à personne genomineerd voor onder meer de British Independent Film Award voor beste niet-Engelstalige independent film.

## Inhoud

### Proloog
Kinderarts Alexandre 'Alex' Beck (François Cluzet) en zijn vrouw Margot (Marie-Josée Croze) houden sinds hun gezamenlijke kindertijd intens van elkaar. Na een nachtelijk potje naaktzwemmen met zijn tweeën in het Lac Charmaine krijgen ze wat onenigheid en zwemt zij naar de overkant om naar huis te gaan. Daar hoort Alex haar gillen. Hij haast zich naar de overkant, maar wordt bewusteloos geslagen op het moment dat hij de steiger op probeert te klimmen. Margots vader, de politieman Jacques Laurentin (André Dussollier) identificeert zijn dochter wanneer ze verkracht, vermoord en verminkt teruggevonden wordt, begraven samen met dode dieren. Het is de modus operandi van de op dat moment actieve seriemoordenaar Franck Serton. Jacques is de laatste die Margot ziet. Tijdens de uitvaart blijft haar kist gesloten voor die de oven ingaat voor crematie.

### Verhaal
Acht jaar later gaat er nog steeds geen dag voorbij zonder dat Alex aan Margot denkt. Hij is sinds haar dood altijd vrijgezel gebleven. De belangrijkste mensen in zijn leven zijn zus Anne (Marina Hands) en haar echtgenote Hélène Perkins (Kristin Scott Thomas). Anne is bij hem wanneer rechercheurs Philippe Meynard (Philippe Lefebvre) en Eric Levkowitz (François Berléand) Alex komen vertellen dat er bij een opgraving aan het meer de lijken van twee dode mannen zijn gevonden, die daar ten minste vijf jaar lagen. Ze moeten tekenen om toe te stemmen in een uitbreiding van het onderzoek, wat ze doen. Omdat er bij de doden een bebloede honkbalknuppel is gevonden, willen de rechercheurs ook wat bloed van Alex voor DNA-onderzoek. Het zit de rechercheurs niet lekker hoe Alex' betrokkenheid destijds in de verslagen is opgenomen. Hij werd toen bewusteloos en terug het water ingeslagen toen hij Margot te hulp wilde schieten, maar werd na een anoniem telefoontje liggend op de steiger gevonden.
Alex krijgt thuis een e-mail van een anonieme afzender met daarin een filmpje. Wanneer hij het bestand afspeelt, ziet hij actuele opnames van een vrouw die voor een roltrap staat. Hij denkt Margot te herkennen. Hélène vindt de beelden daarvoor veel te vaag. Hij houdt het filmpje verder geheim en wordt opgehaald door Meynard en Levkowitz voor ondervraging op het politiebureau. Bij een van de gevonden dode mannen is een sleutel gevonden die leidde naar een kluisje dat op naam van Margot werd gehuurd. Daarin lagen foto's van haar met bloeduitstortingen over haar hele lichaam. Alex ontkent haar ooit geslagen te hebben. Hij wist niet van het bestaan van de foto's. Margot vertelde hem destijds dat haar verwondingen van een auto-ongeluk kwamen dat ze samen met haar vriendin Charlotte Bertaud (Florence Thomassin) had gehad. Alex zoekt Charlotte op om haar hiernaar te vragen en krijgt deze keer een ander verhaal te horen. Margot was destijds gewond bij Charlotte gekomen, die van Margot aan Alex moest vertellen dat het een auto-ongeluk betrof. Ze bezweert Alex dat Margot van hem hield en verder nooit tegen hem heeft gelogen.
Levkowitz kan geen spoor vinden van een auto-ongeluk uit die tijd en vertelt Alex dat hij een andere theorie heeft. Hij kan zich voorstellen dat Alex zelf Margot liet vermoorden door de twee gevonden dode mannen. Die liet hij Margot zo toetakelen dat ze op een slachtoffer van seriemoordenaar Berton zou lijken. Daarna werkte Alex zelf Margots moordenaars weg en begroef hij ze bij het meer. Berton bekende na zijn arrestatie zeven moorden, maar niet de moord op Margot. Dit zou weleens de reden daarvoor kunnen zijn. Hélène realiseert zich dat Alex bijstand nodig heeft en roept de hulp in van de met haar bevriende topadvocate Elysabeth Feldman (Nathalie Baye). Voor de rechercheurs is deze hoog aangeschreven hulp alleen een bevestiging dat Alex iets te verbergen heeft.
Alex krijgt opnieuw een e-mail van de anonieme afzender. Die wil deze keer een afspraak maken in Parc Monceau en sluit af met de mededeling steeds van hem te houden. Alex weet nu zeker dat het Margot moet zijn. Charlotte wordt op dat moment thuis opgewacht door crimineel Bernard Valenti (Olivier Marchal) en zijn in marteling gespecialiseerde vrouwelijke beul Zak (Mika'ela Fisher). Ze willen van Charlotte weten waar ze Margot kunnen vinden. Wanneer ze ervan overtuigd zijn dat Charlotte echt niets weet, schiet Valenti haar dood met een revolver die bij Alex thuis wordt verstopt. Omdat Alex door een getuige als laatste gezien werd met Charlotte, doorzoeken politiemensen zijn huis en vinden ze het moordwapen. Alex wordt op zijn artsenpraktijk gebeld door Elysabeth die hem waarschuwt dat de politie hem komt arresteren. Hij gaat er door het raam vandoor. Wanneer achtervolgende politiemensen hem bijna te pakken hebben, wordt hij door een vriend van crimineel Bruno (Gilles Lellouche) in huis gehaald en verstopt. Daarna brengt Bruno hem ergens naartoe waar de politie hem niet kan vinden. Bruno kwam ooit met zijn zoontje naar de praktijk van Alex. Omdat zijn kind onder de blauwe plekken zat werd hij verdacht werd van kindermishandeling. Alex deed als enige serieus onderzoek naar de jongen en kwam erachter dat die aan hemofilie leed zodat Bruno geen blaam trof. Bruno is hem altijd dankbaar gebleven en wil nu iets voor Alex betekenen.
De hele zaak zit Levkowitz inmiddels niet lekker. Hij twijfelt er sterk aan of Alex wel schuldig is. Hij kan zich niet voorstellen dat Alex zo amateuristisch te werk zou gaan dat het ene na het andere bewijs tegen hem bij de politie in de schoot valt, terwijl hij de moord op Margot zo vakkundig pleegde dat er acht jaar lang niets naar hem wees. Dat rijmt niet met elkaar. De mensen die op Margot jagen, wachten intussen af. Ze dachten dat zij wel tevoorschijn zou komen als ze zou zien wat Alex allemaal ten laste wordt gelegd, maar er is nog steeds geen spoor van haar te bekennen. Bernard en Zak schaduwen Alex wanneer die naar het park gaat om de afspraak met zijn e-mailpartner na te komen. Buiten zicht van hen en Alex verschijnt Margot aan de rand van het park. Als ze onraad ruikt vertrekt ze weer. Zak en Bernard ontvoeren daarom Alex om hem te dwingen te vertellen waar Margot is, maar dat weet hij niet. Voor ze Alex kunnen vermoorden, bevrijdt Bruno Alex en schiet hij Zak dood. Elysabeth bewijst de officier van justitie op dat moment dat Alex de moord op Charlotte niet gepleegd kan hebben. Op het moment dat zij stierf was hij in een internetcafé waar getuigen hem hebben gezien.
Anne kan niet langer haar mond houden en bekent dat ze weet wie Margo destijds bont en blauw sloeg. Dat was Philippe Neuville (Guillaume Canet). Hij is de zoon van Gilbert Neuville (Jean Rochefort), de eigenaar van de equipe springruiters waartoe Anne behoort. Hélène neemt Alex mee naar huis, waar Meynard en Levkowitz op hem zitten te wachten. Levkowitz verontschuldigt zich, en vertelt Alex dat hij nergens meer van verdacht wordt. Meynard geeft hem het autopsierapport van Margot. Alex ziet vrijwel direct dat de persoonsgegevens van de destijds gevonden dode vrouw niet kloppen met die van Margot. Blijkbaar heeft hij acht jaar geleden het lichaam van een onbekende de oven van het crematorium in zien gaan. Maar Margots vader Jacques had haar indertijd wel geïdentificeerd als zijn dochter. Daarom rijdt Alex naar Jacques' woning.
Jacques vertelt Alex wat er acht jaar daarvoor echt gebeurd is. Margot werkte voor een stichting die kansarme jongeren bijstond, waarvoor Philippe Neuville ook actief was. Deze bleek van de situatie gebruik te maken om seksueel misbruik te plegen met minderjarigen. Alex' vader deed aangifte tegen Philippe Neuville, en werd vervolgens tijdens een jachtpartij doodgeschoten in opdracht van diens vader. Toen Margot Philippe over het misbruik confronteerde vloog deze haar aan en begon hij op haar in te slaan. Jacques vertelt dat hij net op tijd binnen kwam om te voorkomen dat Philippe Margot zou doodslaan, door hem dood te schieten met het geweer van Alex' vader. Neuville senior zwoer sindsdien bloedwraak. Na de dood van zijn zoon vond hij dat Margot ook niet door mocht leven. Jacques hield zijn dochter in het oog en was nabij toen zij werd aangevallen bij het meer. Hij vermoordde de twee mannen die haar aanvielen en begroef ze naast het meer. Hij besefte dat Margot haar leven niet zeker was in Frankrijk en liet haar afreizen naar Madrid. Toen op de politieradio werd gemeld dat het lichaam van een dode prostituee was aangetroffen die avond, takelde hij dat dode lichaam toe alsof ze een van Bertons slachtoffers was. Daarna identificeerde hij de vrouw zelf als Margot en zorgde ervoor dat niemand anders haar meer zag. Jacques was ook degene die de bewusteloze Alex uit het meer haalde en het anonieme telefoontje pleegde naar de politie om te vertellen waar hij was.
Via een zendertje dat Alex onder zijn kleren draagt, luisteren de rechercheurs mee naar Jaqcues' verhaal. Ze krijgen de kans alleen niet om hem te arresteren. Nadat hij Alex naar buiten stuurt, schiet hij zichzelf dood.

### Epiloog
Jacques' uitleg aan Alex was onderbroken door een periode van ruis waarin de politieagenten niets verstaanbaars hoorden via het zendertje. In een flashback blijkt dat Jacques deze ruis expres veroorzaakte met zijn televisie. In de tijd dat de politie de twee niet kon verstaan, onthulde Jaqcues aan Alex dat hij wist van het zendertje. Het hele verhaal dat hij Alex vertelde was waar, op één essentieel onderdeel na. Niet hij, maar Margot schoot Neuville junior dood. Jacques vond dat Alex dat mocht weten, maar voor de politie moest het geheim blijven. Neuville senior wordt opgepakt. Aan het meer waar Margot destijds verdween, ziet Alex haar acht jaar later voor het eerst en levend terug.

## Rolverdeling
| - François Cluzet - Alexandre Beck - Marie-Josée Croze - Margot Beck - André Dussollier - Jacques Laurentin - Kristin Scott Thomas - Hélène Perkins - François Berléand - Eric Levkowitz - Nathalie Baye - Elysabeth Feldman - Jean Rochefort - Gilbert Neuville - Marina Hands - Anne Beck - Gilles Lellouche - Bruno - Philippe Lefebvre - Luitenant Philippe Meynard - Florence Thomassin - Charlotte Bertaud - Olivier Marchal - Bernard Valenti - Guillaume Canet - Philippe Neuville - Brigitte Catillon - Barthas - Samir Guesmi - Luitenant Saraoui - Jalil Lespert - Yaël Gonzales - Laurent Lafitte - le Basque | - Eric Naggar - Pierre Ferrault - Philippe Canet - François Beck - Danièle Ajoret - Madame Beck - Jean-Noël Brouté - Dokter Dubois - Martine Chevallier - Martine Laurentin - Thierry Neuvic - Marc Bertaud - Mika'ela Fisher - Zak - François Bredon - Mouss - Robin Marmisse - Alex (als kind) - Marie Martin - Margot (als kind) - Lola Lefebvre - Lucille - Françoise Bertin - Antoinette Levkowitch - Andrée Damant - Simone - Albert Goldberg - Bartola - Eva Saint-Paul - Madame Neuville |

## Trivia
- Wanneer Alex op de vlucht is voor de politie en over het station loopt, denkt hij een tijdje ten onrechte dat hij wordt achtervolgd door de grote kale man die achter hem loopt. Die man is Harlan Coben, de schrijver van het boek waarop Ne le dis à personne is gebaseerd.